# Ngân hàng Quốc gia Úc

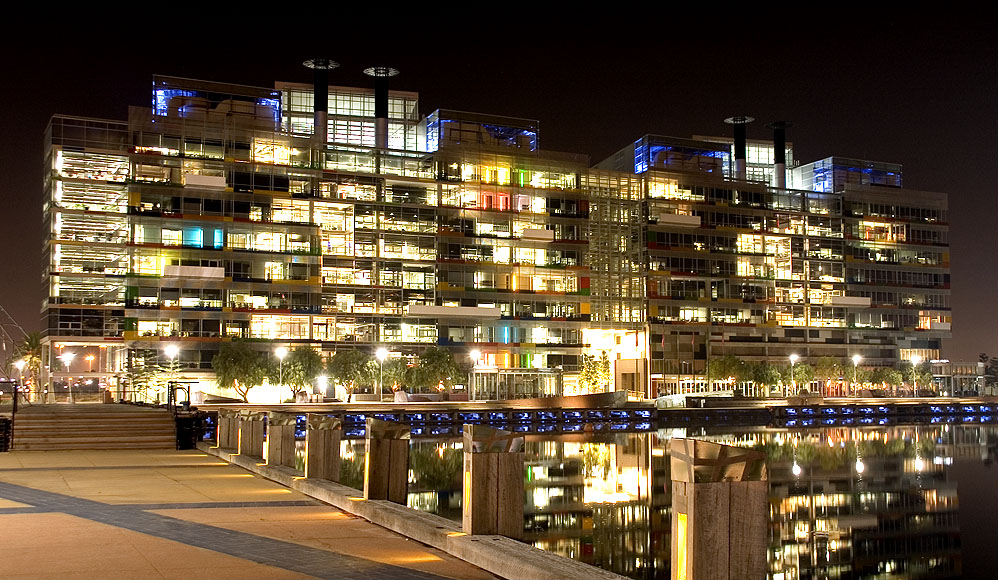
Trụ sở Ngân hàng Quốc gia Úc hiện nay

Ngân hàng Quốc gia Úc (viết tắt NAB, có thương hiệu nab) là một trong bốn tổ chức tài chính lớn nhất ở Úc (được gọi thông tục là "The Big Four") về giá trị vốn hóa thị trường, thu nhập và khách hàng. NAB được xếp hạng ngân hàng lớn thứ 21 trên thế giới tính theo vốn hóa thị trường và ngân hàng lớn thứ 52 trên thế giới tính theo tổng tài sản vào năm 2019. Tính đến tháng 1 năm 2019, NAB đã vận hành 3.500 địa điểm của Bank @ Post — bao gồm hơn 7.000 ATM trên khắp Úc, New Zealand và Châu Á — và phục vụ 9 triệu khách hàng.
NAB được Standard & Poor's xếp hạng nhà phát hành dài hạn "AA-". 

## Lịch sử

### Buổi đầu

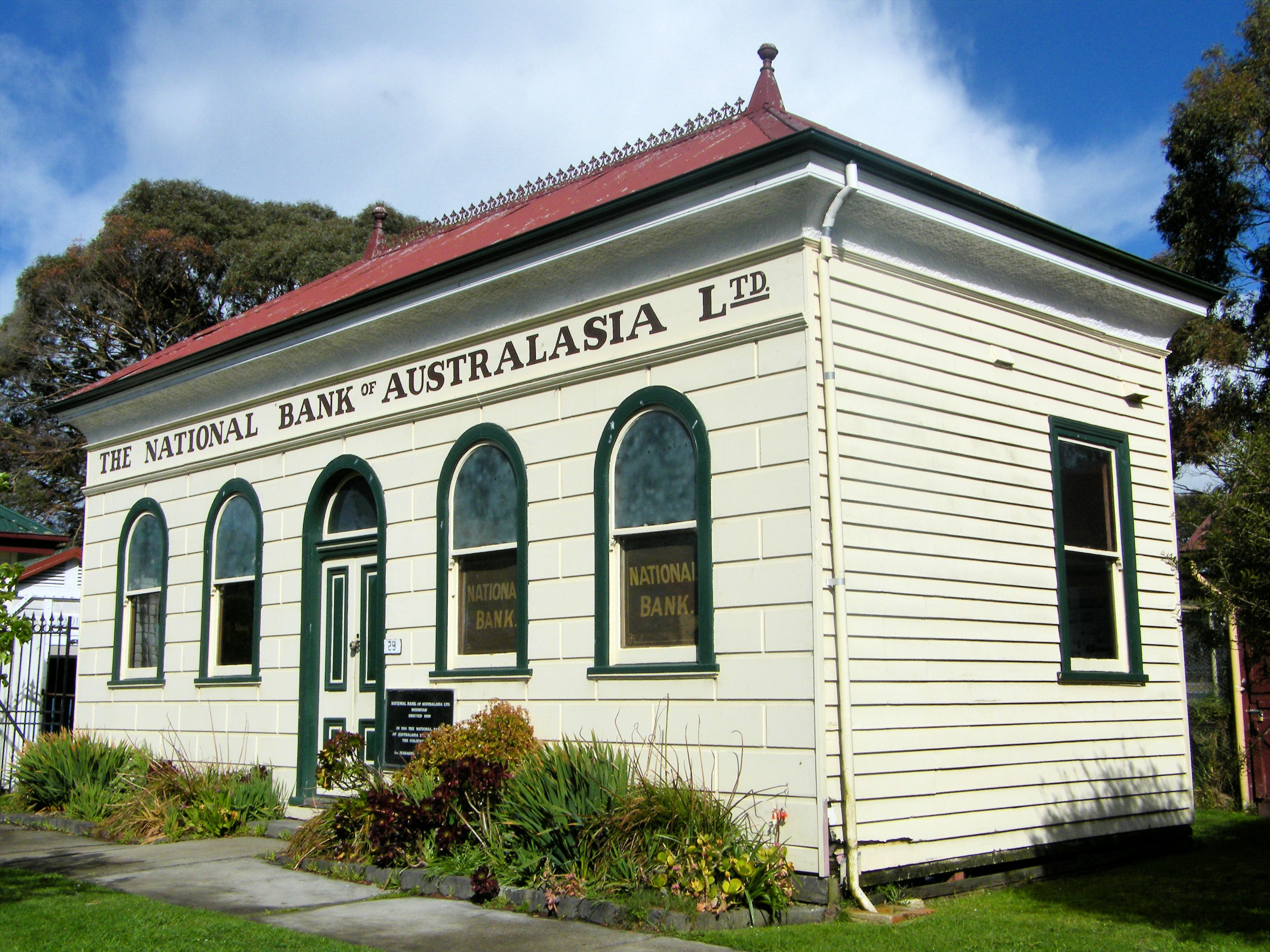
Tòa nhà NAB giai đoạn đầu

Ngân hàng Quốc gia Australia được thành lập với tên gọi National Commercial Banking Corporation of Australia Limited vào năm 1982 do sự hợp nhất của Ngân hàng Quốc gia Australasia và Công ty Ngân hàng Thương mại Sydney. Công ty thành quả sau đó được đổi tên thành Ngân hàng TNHH Quốc gia Úc. 
Cơ sở tài chính mở rộng của pháp nhân được hợp nhất đã kích hoạt sự mở rộng đáng kể ra nước ngoài trong những năm tiếp theo. Văn phòng đại diện được thành lập tại Bắc Kinh (1982), Chicago (chi nhánh 1982), Dallas (1983), Seoul (1983, nâng cấp thành chi nhánh 1990), San Francisco (1984), Kuala Lumpur (1984), Athens (1984, đóng cửa 1989), Frankfurt (1985, đóng cửa 1992), Atlanta (1986), Bangkok (1986), Đài Bắc (1986 nâng cấp thành chi nhánh 1990), Thượng Hải (1988, đóng cửa 1990), Houston (1989) và New Delhi (1989).
Năm 1987, NAB mua lại Ngân hàng Clydesdale (Scotland) và Ngân hàng Phương Bắc (Bắc Ireland và Cộng hòa Ireland) từ Ngân hàng Midland. Nó đã đổi tên các chi nhánh của Ngân hàng Phương Bắc ở Cộng hòa Ireland thành Ngân hàng Quốc gia Ireland và thay đổi biểu tượng của cả hai ngân hàng từ biểu tượng của Ngân hàng Midland. Năm 1990, NAB mua lại Ngân hàng Yorkshire (Anh và xứ Wales).
Các vụ mua lại tiếp theo sau đó - Ngân hàng New Zealand vào năm 1992, lúc đó có khoảng 26% thị phần trên thị trường New Zealand và Ngân hàng Quốc gia Michigan (MNB) vào năm 1995. NAB trước đó đã hợp lý hóa hoạt động của mình tại Mỹ và đóng cửa văn phòng tại Atlanta, Chicago, Dallas, Houston và San Francisco vào năm 1991.
Giai đoạn mở rộng nhanh chóng này thông qua việc mua lại kết thúc với việc mua lại HomeSide Lending vào năm 1997, một công ty cung cấp dịch vụ và thế chấp hàng đầu của Mỹ có trụ sở tại Florida, và đáng kể nhất là việc mua lại MLC Limited (và các tổ chức MLC có liên quan) vào năm 2000 với giá 4,56 tỷ đô la, một trong số những thương vụ sáp nhập lớn nhất trong lịch sử doanh nghiệp Úc.

### 2000s
NAB đã gặp phải một giai đoạn khó khăn trong giai đoạn 2000–2005. Năm 2000, NAB bán Ngân hàng Quốc gia Michigan cho ABN AMRO, sau đó vào năm 2001 bán tài sản hoạt động của HomeSide với giá 1,9 tỷ đô la Mỹ cho Washington Mutual, công ty tiết kiệm và cho vay lớn nhất Hoa Kỳ, cũng như nền tảng vận hành và công nghệ cho vay của đơn vị thế chấp.
Sự gian lận của các nhà kinh doanh ngoại tệ là chất xúc tác khiến Giám đốc điều hành Frank Cicutto và Chủ tịch Charles Allen từ chức. Việc từ chức diễn ra trước một cuộc nổi dậy của Hội đồng quản trị nơi Catherine Walters nổi lên như một người thổi còi với lý do các vấn đề văn hóa nghiêm trọng tại công ty đã dẫn đến chuỗi thất bại.
Frank Cicutto là Giám đốc điều hành của NAB từ năm 1999 đến năm 2004. Môi trường kinh tế Úc trong thời kỳ lãnh đạo của ông ổn định và hiệu quả sau 17 năm tăng trưởng kinh tế liên tục kể từ năm 1992, trung bình 3,3% mỗi năm.
Vào tháng 2 năm 2004, John Stewart được bổ nhiệm làm Giám đốc điều hành của NAB sau khi Cicutto bị sa thải. Stewart đã tiến hành một cuộc tái tổ chức sâu rộng của công ty dọc theo các tuyến khu vực dẫn đến việc bổ nhiệm Ahmed Fahour làm Giám đốc điều hành của Úc vào tháng 9 năm 2004. Vào ngày 20 tháng 2 năm 2009 Fahour từ chức Hội đồng Quản trị và Ban Điều hành Tập đoàn.
Năm 2005, NAB thông báo cắt giảm 2.000 việc làm ở Úc như một phần của chương trình cắt giảm chi phí toàn cầu với ý định cắt giảm khoảng 4.200 vị trí - khoảng 10,5% tổng số lao động của nó trên toàn cầu.
Nó bắt đầu thuê lại các vị trí văn phòng ở nước ngoài, bắt đầu với một phi công với 23 công việc từ bộ phận tài khoản thanh toán ở Melbourne đi đến Bangalore, Ấn Độ trong một thỏa thuận với Accenture. Cuối năm đó, nó đã bán Ngân hàng Phương Bắc và Ngân hàng Quốc gia Ireland cho Ngân hàng Danske của Đan Mạch. Hơn 200 công việc bổ sung đã được gửi ra nước ngoài vào năm 2006.
Là một phần của chương trình thay đổi văn hóa, một trụ sở chính mới của Úc đã được xây dựng tại Docklands ở Melbourne. Tòa nhà này được đặc trưng bởi cách bố trí theo kế hoạch mở và được chính thức khai trương vào tháng 10 năm 2004. Sau khi Cameron Clyne trở thành Giám đốc điều hành vào năm 2009, tòa nhà Docklands trở thành trụ sở toàn cầu thay thế số 500 Phố Bourke.
Đến năm 2006, NAB đã xoay chuyển tình thế, báo cáo mức lợi nhuận kỷ lục 4,3 tỷ đô la trong ngành và giành được hai giải thưởng Ngân hàng địa phương của năm. Nó cũng đã có một cuộc cải tổ lớn bao gồm việc tân trang lại tất cả các chi nhánh và thay thế các biển báo trong và xung quanh các chi nhánh và tòa nhà của Quốc gia, được đổi từ 'National' thành 'nab'.
Vào tháng 5 năm 2007, NAB thông báo hủy niêm yết trên Sở giao dịch chứng khoán New York, và điều này diễn ra vào tháng 8 năm 2007 và sau đó là 2 Sở Giao dịch Chứng khoán ở London và Tokyo vào năm 2006.
Vào tháng 3 năm 2008, NAB thông báo rằng họ sẽ gửi bảo trì và hỗ trợ cho một số ứng dụng ngân hàng cốt lõi tới Ấn Độ thông qua một thỏa thuận thuê ngoài với Infosys và Satyam, ảnh hưởng đến 260 nhân viên khác. 
Vào ngày 25 tháng 7 năm 2008, thông báo của NAB về một khoản dự phòng bổ sung 830 triệu đô la Úc liên quan đến sự suy thoái của thị trường bất động sản Hoa Kỳ đã gây ra sự sụt giảm giá cổ phiếu trong một ngày lớn nhất trong 21 năm, xóa sổ hơn 7 tỷ đô la Úc khỏi giá trị cổ phiếu. 
Vào tháng 10 năm 2008, NAB ra mắt hoạt động kinh doanh ngân hàng trực tiếp không chi nhánh riêng lẻ với tên gọi UBank dưới sự lãnh đạo của Greg Sutherland và Gerd Schenkel.
Vào tháng 1 năm 2009, Cameron Clyne trở thành Giám đốc điều hành, và bắt đầu chiến lược thay đổi danh tiếng, quản lý tài sản và tập trung vào thị trường nội địa.
Là một phần của chiến lược này, ngân hàng bán lẻ hạng nhẹ NAB - dưới sự lãnh đạo của Lisa Grey - đã cố gắng tăng thị phần bằng cách cạnh tranh về giá và cắt giảm phí. Ban đầu làm giảm thu nhập trong bộ phận, [28] chiến lược này tạo ra kết quả hỗn hợp trong trung hạn, với thu nhập tiền mặt, thị phần và sự hài lòng của khách hàng tăng lên, nhưng tỷ suất lợi nhuận hoạt động và tỷ lệ chi phí trên thu nhập giảm dần kể từ khi bắt đầu vào năm 2009.
Phù hợp với chiến lược này, NAB đã cố gắng tạo sự khác biệt với các ngân hàng khác trong "Big 4" của Úc trong một chiến dịch quan hệ công chúng quốc gia, lớn xoay quanh chủ đề "chia tay" với các ngân hàng khác vào Ngày lễ tình nhân năm 2011. Chiến dịch đã nhận được cả sự tiếp nhận tích cực và tiêu cực. Nó cũng thu hút phản ứng cạnh tranh nhanh chóng từ các ngân hàng lớn khác. Chiến dịch đã giành được giải thưởng quảng cáo tại Canvas.
Năm 2009, NAB mua lại mảng kinh doanh thế chấp của Challenger Financial Services với giá 385 triệu USD, nhằm tăng thị phần trong kênh môi giới. Việc mua bán cũng bao gồm các doanh nghiệp tổng hợp thế chấp PLAN, Choice và FAST và khoảng 17,5% trong Homeloans Ltd. Vào tháng 6 năm đó, công ty đã trả 825 triệu đô la Úc (660 triệu đô la hay 401 triệu bảng Anh) cho các doanh nghiệp quản lý tài sản Úc của công ty bảo hiểm Aviva, bao gồm cả nền tảng Navigator của họ. NAB đánh bại sự cạnh tranh từ AMP cho Navigator. Vào tháng 7 năm 2009 NAB mua lại 80% cổ phần trong bộ phận quản lý tài sản tư nhân của Goldman Sachs JBWere, với giá 99 triệu đô la Úc. 
Vào tháng 12 năm 2009 NAB đã bắt đầu một nỗ lực kéo dài 9 tháng để mua Axa Châu Á Thái Bình Dương. Nỗ lực này đã bị chặn hai lần bởi ACCC. Lần đầu tiên, vào tháng 4 năm 2010, là do cơ quan quản lý tin rằng việc sáp nhập sẽ làm giảm đáng kể sự cạnh tranh trên thị trường nền tảng đầu tư bán lẻ. NAB sau đó đã nộp một hồ sơ dự thầu sửa đổi nhằm giải quyết những lo ngại này nhưng đã bị từ chối lần thứ hai vào tháng 9 năm đó. Quy trình rút ra của thỏa thuận Axa đã thu hút sự chỉ trích vì hoạt động kém hiệu quả của ngân hàng.

### 2010s
Kết quả tài chính năm 2012 kém cỏi của NAB đã khiến chiến lược của NAB bị nghi ngờ: Lợi nhuận ròng giảm 22% so với năm trước.
Năm 2014, Chính phủ NAB Melbourne thông báo rằng Cameron Clyne sẽ được Andrew Thorburn, người đứng đầu NAB tại New Zealand, kế nhiệm làm Giám đốc điều hành. Vào tháng 8 năm 2014, Lisa Grey rời NAB như một phần của loạt thay đổi điều hành rộng lớn hơn.
Là một phần của chiến lược tập trung NAB vào thị trường nội địa của mình,  ngân hàng này đã niêm yết công ty con tại Hoa Kỳ, Great Western Bank, trên Sở giao dịch Chứng khoán New York vào tháng 10 năm 2014 như một phần của đợt phát hành lần đầu ra công chúng. NAB đã bán 28,5% cổ phần cuối cùng nắm giữ tại Great Western vào tháng 7 năm 2015.
Vào tháng 5 năm 2015, NAB cũng xác nhận rằng họ sẽ hợp nhất hoạt động kinh doanh của Ngân hàng Clydesdale và Yorkshire tại Vương quốc Anh, thông qua một đợt phát hành lần đầu ra công chúng. Hoạt động kinh doanh đã được đưa một phần lên Sàn giao dịch Chứng khoán Luân Đôn và Sở giao dịch Chứng khoán Úc dưới quyền công ty mẹ mới, CYBG plc, vào tháng 2 năm 2016, với phần còn lại được phân phối cho các cổ đông của NAB.
Vào tháng 7 năm 2019, Ross McEwan được bổ nhiệm làm Giám đốc điều hành và Giám đốc điều hành của Tập đoàn, sau khi từ chức khỏi Ngân hàng Hoàng gia Scotland vào tháng 4 năm đó.
Vào tháng 1 năm 2021, NAB công bố kế hoạch mua lại ngân hàng neo 86 400 với giá 220 triệu đô la và sau đó sáp nhập nó với UBank. 
Vào tháng 9 năm 2021, NAB tạm thời đổi thương hiệu logo của họ thành JAB để quảng cáo vắc xin cho COVID-19.

## Vấn đề công ty

### Công nghệ
NAB là người sử dụng lớn các hệ thống CRM của Siebel và Teradata. Mặc dù NAB đã nhận được sự công nhận là người áp dụng sớm và dẫn đầu trong CRM (Quản lý quan hệ khách hàng), hệ thống đã được tái hợp nhất vào năm 2004/5 như một phần của sự thay đổi rộng rãi hơn để hỗ trợ trọng tâm mới là bán kèm. 
Năm 2006, NAB được vinh danh là người chiến thắng giải thưởng Đổi mới tài chính IFS / Cap Gemini cho hệ thống CRM của mình, được gọi nội bộ là "Khách hàng tiềm năng quốc gia".
Vào ngày 25 tháng 11 năm 2010, NAB gặp sự cố hệ thống dẫn đến việc xử lý tài khoản không thành công. Kết quả là, khoảng 60.000 giao dịch ngân hàng đã bị mất và phải được khôi phục theo cách thủ công. Sự cố do lỗi của một tệp hệ thống không thể thay thế được.  Vấn đề này đã được một số nhà bình luận mệnh danh là một trong những thất bại lớn nhất trong lịch sử của hệ thống ngân hàng Úc. [75]
Dưới sự lãnh đạo của Cameron Clyne, NAB bắt đầu nâng cấp nền tảng ngân hàng lõi của mình trong một dự án có tên "NextGen". Dự án liên quan đến việc thay thế các hệ thống cũ của nó đã có tuổi đời lên đến 40 năm bằng một giải pháp dựa trên Oracle. UBank được báo cáo là người hưởng lợi đầu tiên của dự án này. Tổng cộng, dự án dự kiến hoàn thành vào năm 2014 và tiêu tốn 1 tỷ đô la. 
Kể từ tháng 4 năm 2014, chương trình "NextGen" của NAB được cho là đang gặp "vấn đề ngày càng tăng"
Vào tháng 7 năm 2020, NAB đã ký một thỏa thuận với Microsoft để phát triển hơn nữa chiến lược điện toán đa đám mây của mình bao gồm việc chuyển các ứng dụng quan trọng lên đám mây đồng thời tăng tốc phát triển và đổi mới.
Vào tháng 9 năm 2020, Ngân hàng Quốc gia Úc hợp tác với công ty bảo mật Crowdsource Bugcrowd để khởi động một chương trình tiền thưởng lỗi, chương trình này cung cấp phần thưởng cho các nhà nghiên cứu bảo mật, những người có thể tìm thấy các lỗ hổng chưa biết trước đây trong hệ thống của ngân hàng. Những người tham gia phải có "Điểm tin cậy ưu tú" trên Bugcrowd. 

### Chịu trách nhiệm
Năm 2008, NAB đã đầu tư 33,5 triệu USD vào các sáng kiến về trách nhiệm doanh nghiệp. Mục tiêu của nó là dành 1% thu nhập tiền mặt trước thuế cho lĩnh vực này. Năm 2009, NAB trở thành nơi làm việc được công nhận bởi Fairtrade lớn nhất ở Úc thông qua việc mua trà, cà phê và sô cô la nóng của Fairtrade cho các văn phòng và chi nhánh bán lẻ của họ. Vào tháng 3 năm 2010, NAB cho biết họ dự kiến sẽ tiết kiệm được gần 1 triệu đô la chi phí điện năng hàng năm từ một nhà máy ba phát điện trị giá 6,5 triệu đô la tại trung tâm dữ liệu chính của nó. NAB trở thành một trong những công ty trung hòa carbon lớn nhất của Úc vào tháng 9 năm 2010. [86] NAB xếp hạng đầu tiên trong số các công ty dịch vụ tài chính trong 500 công ty toàn cầu trong Chỉ số lãnh đạo về công bố thông tin carbon năm 2010. 

### Tài trợ và học bổng
Trong giai đoạn này, NAB nổi lên như một nhà tài trợ chính cho môn bóng đá luật Úc, cả ở cấp độ cơ sở và cấp độ ưu tú. Nó hỗ trợ Auskick, một sáng kiến nhằm cải thiện các cầu thủ trẻ, cũng như NAB Cup (một giải đấu trước mùa giải của Liên đoàn bóng đá Úc), giải thưởng Ngôi sao đang lên của AFL và Hội thảo Quốc gia AFL. Các nhà tài trợ thể thao quan trọng khác bao gồm Socceroos, Đại hội thể thao Khối thịnh vượng chung năm 2006, và là nhà tài trợ áo đấu chính của South Sydney Rabbitohs từ năm 2008 đến 2010.
Hỗ trợ cũng được cung cấp cho các tình nguyện viên nhóm cộng đồng trên khắp nước Úc. Trong những năm gần đây, NAB đã cung cấp hỗ trợ tài chính và cứu trợ cho nông dân bị ảnh hưởng bởi hạn hán và giúp dọn dẹp lũ lụt bị ảnh hưởng ở Queensland và Victoria. NAB cũng đã tài trợ Học bổng Sheikh Fehmi El-Imam, được thiết kế để giúp tăng cường mối liên kết giữa NAB và cộng đồng Hồi giáo và cho phép sinh viên đại học tiếp tục nghiên cứu sau đại học về tài chính và kinh tế.
Ngân hàng Quốc gia Úc là đối tác quyền đặt tên hiện tại và mới đầu của AFL Women.